# High Moorsley
High Moorsley – wieś w Anglii, w hrabstwie ceremonialnym Tyne and Wear, w dystrykcie metropolitalnym Sunderland. Leży 22 km na południowy wschód od centrum Newcastle i 377 km na północ od Londynu.